# You're My Best Friend (Queen)
You're My Best Friend is een nummer van de rockband Queen van het album A Night at the Opera en geschreven door bassist John Deacon. Het was de eerste single van zijn hand die door Queen werd uitgebracht.
Deacon componeerde het nummer terwijl hij piano leerde spelen welk instrument hij ook bespeelde in het nummer. Hij schreef het nummer voor zijn vrouw Veronica. De gebruikte piano was een elektrische piano van Wurlitzer.
Freddie Mercury hield niet van deze piano en weigerde erop te spelen: I refused to play the damn thing [the Wurlitzer]. It’s tiny and horrible and I don’t like them. Why play those things when you’ve got a lovely superb grand piano? No, I think, basically what he [John] is trying to say is it was the desired effect.
Deacon zei hierover: Well, Freddie didn’t like the electric piano, so I took it home and I started to learn on the electric piano and basically that’s the song that came out you know when I was learning to play piano. It was written on that instrument and it sounds best on that. You know, often on the instrument that you wrote the song on.

## Hitnotering

### Single Top 100
| Hitnotering: 07-08-1976 t/m 11-09-1976 | Hitnotering: 07-08-1976 t/m 11-09-1976 | Hitnotering: 07-08-1976 t/m 11-09-1976 | Hitnotering: 07-08-1976 t/m 11-09-1976 | Hitnotering: 07-08-1976 t/m 11-09-1976 | Hitnotering: 07-08-1976 t/m 11-09-1976 | Hitnotering: 07-08-1976 t/m 11-09-1976 | Hitnotering: 07-08-1976 t/m 11-09-1976 |
| Week                                   | 1                                      | 2                                      | 3                                      | 4                                      | 5                                      | 6                                      |                                        |
| -------------------------------------- | -------------------------------------- | -------------------------------------- | -------------------------------------- | -------------------------------------- | -------------------------------------- | -------------------------------------- | -------------------------------------- |
| Nummer                                 | 17                                     | 10                                     | 6                                      | 7                                      | 14                                     | 29                                     | uit                                    |

### NPO Radio 2 Top 2000
| Nummer met noteringen in de NPO Radio 2 Top 2000 | '99 | '00 | '01 | '02 | '03 | '04 | '05 | '06 | '07  | '08 | '09 | '10 | '11 | '12 | '13 | '14 | '15 | '16 | '17 | '18 | '19 | '20 | '21 | '22 | '23  | '24 |
| ------------------------------------------------ | --- | --- | --- | --- | --- | --- | --- | --- | ---- | --- | --- | --- | --- | --- | --- | --- | --- | --- | --- | --- | --- | --- | --- | --- | ---- | --- |
| You're My Best Friend                            | 545 | 505 | 397 | 439 | 700 | 620 | 695 | 765 | 1042 | 723 | 581 | 749 | 774 | 940 | 739 | 748 | 817 | 802 | 764 | 642 | 690 | 845 | 942 | 961 | 1029 | 862 |

1. ↑  Een vetgedrukt getal geeft de hoogste notering aan.